# Swiss Dairy Food
Swiss Dairy Food AG (SDF) mit Sitz in Ostermundigen im Kanton Bern war einer der grössten Milchverarbeitungsbetriebe der Schweiz.

## Geschichte

### Entwicklung der Milchwirtschaft
Als Ergebnis der Verknappung von Frischmilch während des Ersten Weltkriegs übertrug der Bund den regionalen Milchverbänden (Sektionen der späteren Schweizer Milchproduzenten) die alleinige Versorgungskompetenz. Dadurch festigte der Bund ein Milchkartell in der Schweiz, welches den gesamten Markt kontrollierte. In den Zwischenkriegsjahren wurde mit dem Bau grosser Verbandsmolkereien begonnen. Nach dem Zweiten Weltkrieg wurde das Pasteurisierungs-Verfahren für die Massenproduktion entwickelt, und Einwegverpackungen in Form von Konserven respektive Tetra Paks setzten sich insbesondere bei der urbanen Bevölkerung durch. Der Preisvorteil, der durch den leichteren Umgang mit haltbar gemachter Milch erzielt werden konnte, führte dazu, dass der Detailhandelskonzern Migros 1960 im Tochterunternehmen Conserves Estavayer SA (CESA) selber mit der Milchverarbeitung begann und die Verbandsmolkereien umging.
Auf die ungewohnte Konkurrenz reagierten die Milchverbände ungehalten. Erst in den 1970er-Jahren begannen sie sich auf die Produktion von Milchprodukten zu spezialisieren, Marken aufzubauen und diese massiv zu bewerben. Dabei etablierten sich insbesondere die drei Marken «Toni», «Emmi» und «Säntis», hinter denen jeweils ein oder mehrere regionale Milchverbände standen, die sich durch die verschiedenen Marken nun – entgegen der ursprünglichen Absicht – auch gegenseitig Konkurrenz machten. Investiert wurde zudem auch in die Infrastruktur; so entstand in diesem Zeitraum beispielsweise die grosse Toni-Molkerei «Förrlibuck» im Zürcher Industriequartier und die Molkerei in Ostermundigen, die später zum Sitz von «Toni» respektive SDF werden sollte.

### Fusionen zur Swiss Dairy Food
Der beschriebene Mechanismus führte bereits in den 1980er-Jahren zu Überlegungen, wie Synergien genutzt werden könnten, um die teilweise zweifelhaften Investitionen abzudämpfen. Die Marken etablierten sich insbesondere in der jeweiligen Region, aus welcher der Milchverband hinter der Marke stammt: bei Emmi der Zentralschweizer Verband und bei Säntis der Verband St. Gallen-Appenzell. Toni konnte die breiteste Marktabstützung aufbauen, da praktisch das komplette Schweizer Mittelland durch die einflussreichen Verbände Bern, Zürich, Basel, Waadt und Neuenburg vertreten war. Erst unter den ersten Vorzeichen einer allfälligen Marktöffnung begannen in den 1990er-Jahren die Verbände innerhalb des Milchkartells mit Zusammenschlüssen untereinander.
Mitte 1992 wurde die Tonilait AG in Bern und im April 1993 die Toni Romandie SA in Le Mont-sur-Lausanne gegründet. Tonilait wurde im Dezember 1995 neu zur Toni Holding AG, die Fusion der einzelnen Holdingunternehmen folgte im Juli 1997. Dabei wurde Toni Romandie mit Toni Basel AG, Toni Bern AG, Toni Neuchâtel SA und Toni Zürich AG fusioniert und änderte den Namen in Toni AG, neu mit Sitz in Ostermundigen. Im März 1998 wechselte der Sitz der Toni Holding ebenfalls nach Ostermundigen.
Die Säntis Holding AG mit Sitz in Gossau SG wurde Ende 1990 gegründet und umfasste unter anderem die Säntis Milch AG und die Säntis Käse Produktion AG, beide Anfang 1991 mit Sitz in Gossau gegründet, und die im April 1994 gegründete Säntis Milchpulver AG mit Sitz in Sulgen.
1998 wurde beschlossen, die beiden Unternehmensgruppen zu fusionieren und damit den grössten Schweizer Milchverarbeiter zu schaffen, was eine Überprüfung der Fusion durch die Wettbewerbskommission (Weko) notwendig machte. Die Toni AG änderte bereits im November 1998 den Namen in Swiss Dairy Food AG (SDF). Nachdem der Entscheid der Weko Anfang März 1999 veröffentlicht worden war, wurde im Juni 1999 die Fusion mit der Säntis Holding AG vollzogen.

### Zahlungsunfähigkeit
Das neue Unternehmen erwies sich als instabil. Bereits vor der Fusion wurde von Analysten der ungenügende Anteil an Eigenkapital bemängelt. Hinzu kam, dass die Investoren, die aufgrund des Aufbaus der Milchverbände aus der Bevölkerung und insbesondere aus dem Bauernstand stammten, die Namensänderung in den englischen und daher völlig bezugslosen Namen nicht goutierten. Intern kämpfte die SDF mit Überkapazitäten und Milchüberschuss, zu deren Abnahme man allerdings verpflichtet war.
Da man es nicht schaffte, die Probleme in den Griff zu bekommen, brach das Unternehmen Mitte 2002 wegen Überschuldung zusammen. Im September 2002 erklärte sich die SDF für zahlungsunfähig und beantragte die Nachlassstundung, die im November vom zuständigen Gericht für vorerst sechs Monate bewilligt wurde, womit der Betrieb noch aufrechterhalten werden konnte, während die Aktiven nach und nach liquidiert wurden. Als letzte reguläre Handlung der SDF konnte der anfänglich von der Weko blockierte Verkauf der Käseproduktion an die Konkurrentin Emmi Mitte November 2002 abgeschlossen werden. Unter Leitung des Sachwalters wurden ab Dezember 2002 verschiedene Geschäftsbetriebe der SDF an Emmi und Cremo veräussert. 
Auf Basis von Schätzungen des Liquidationserlöses und der Zusammenstellung der Forderungen von Gläubigern wurde die Nachlassstundung um weitere sechs Monate bis November 2003 verlängert. Mit dem Einreichen des Sachwalterberichts und des ausgearbeiteten Nachlassvertrags beim Nachlassrichter im Oktober 2003 wurde im November die Auflösung der Gesellschaft amtlich eingeleitet.

### Nachlass
Bis Ende 2005 wurden die umfangreichsten Aktiven der ehemaligen SDF liquidiert. Bereits im Dezember 2002 hatte Konkurrentin Emmi die Molkerei Ostermundigen übernommen. Die im Jahr 2000 zugunsten der Produktionsbetriebe in Ostermundigen bzw. Gossau stillgelegte Toni-Molkerei konnte nach langen Verhandlungen Mitte 2005 für geschätzte 30 Millionen Schweizer Franken komplett an die Zürcher Kantonalbank verkauft werden, die bereits Pfandrechte an der Liegenschaft besass. Beteiligungen an anderen Unternehmen konnten in der Regel an diese zurückverkauft werden, die Beteiligung am Speiseeis-Label/-Vertrieb Pierrot-Lusso ging beispielsweise vollständig an Unilever. Im Jahr 2014 wurde das Nachlassverfahren und die Liquidation abgeschlossen, die Gesellschaft gelöscht.